# Compsomyiops
Compsomyiops is een geslacht van insecten uit de familie van de Bromvliegen (Calliphoridae), die tot de orde tweevleugeligen (Diptera) behoort.

## Soort
- C. callipes (Bigot, 1877)